# Sunyovszky Szilvia
Sunyovszky Szilvia (Rozsnyó, 1948. február 2. –) Kossuth- és Jászai Mari-díjas magyar színésznő, érdemes művész. Írói álnevében a Sylvia keresztnevet használja.

## Életpályája
Sunyovszky Dezső és Steidl Margit gyermekeként született. Pozsonyban, a Színművészeti Főiskolán tanult 1966–1968 között. 1967–68-ban az ottani Hviezdoslav Színházban játszott.
1970-ben diplomázott a budapesti Színház- és Filmművészeti Főiskolán. 1970–71-ben a kassai Thália Színház tagja volt. 
1971–1991 között a Madách Színház színésznője, 1989–1999 között a Drogmentes Élet Nemzetközi Alapítvány elnöke volt. 1991–95 között a pozsonyi Magyar Kulturális Intézet igazgatójaként dolgozott. 1995-től 1998-ig a Határon Túli Magyarok Hivatalának főtanácsosa, 1998–2000 között a Magyarországért Alapítvány elnöke volt. 
1998-ban a KDNP jelöltjeként indult az országgyűlési választásokon, de nem szerzett mandátumot. 2003–2005 között a Fidesz elnöki tanácsosa volt.
2004 óta a Polgári Hermina Alapítvány kuratóriumának elnöke.

## Magánélete
Első férje Szőnyi G. Sándor rendező, tőle született a lánya, Szőnyi Beáta közgazdász, akitől két unokája van, Csenge és Villő.
Fekete György belsőépítész-szakírónak, a Magyar Művészeti Akadémia korábbi elnökének özvegye.

## Színházi szerepei
- Móricz Zsigmond: Légy jó mindhalálig... gazdasszony
- Shakespeare: III. Richárd... Lady Anna; Erzsébet hercegnő
- Calderón: Huncut kísértet... Dona Beatrix
- Shakespeare: Athéni Timon... Timandra
- Szép Ernő: Vőlegény... Sári
- Csehov: Három nővér... Mása
- Görgey Gábor: Noé... Noémi
- Hubay Miklós: Ők tudják mi a szerelem... Estella
- William Schwenck Gilbert: Házasságszédelgő... nyoszolyólány
- Friedrich Schiller: Ármány és szerelem... Lujza
- Molnár Ferenc: A hattyú... Alexandra
- Szomory Dezső: II. Lajos király... Klári
- Gyárfás Miklós: Beatrix... Mari
- Tamási Áron: Csalóka szivárvány... Zsuzsanna
- Móricz Zsigmond: A murányi kaland... Szécsi Mária grófnő
- Sarkadi Imre: Elveszett paradicsom... Éva
- Veress Dániel: Véres farsang
- Bródy Sándor: Lajos király válik... a királyné
- Illés Endre: Spanyol Izabella... Beatrix
- Shakespeare: Lóvátett lovagok... a francia királylány
- Shakespeare: Tévedések vígjátéka... Luciana
- Molière: A versailles-i rögtönzés... Molière-né
- Molière: Tartuffe... Elmira
- Polgár András: Kettős helyszín... Dr. Vadas Kornélia
- Marin Drzic: Dundo Maroje... Laura
- Boldizsár Miklós: A hős avagy Zrínyi Péter horvát bán halálának szomorú története...  Frangepán Katalin
- Szabó Magda: A meráni fiú... Laszkarisz Mária
- Friedrich Dürrenmatt: A baleset... Justine von Fuhr
- Csiky Gergely: Mukányi... Olga
- Arisztophanész: Lüszisztraté... Mürrhine
- Bernard Slade: Jutalomjáték... Hilary
- Szabó Magda: A csata... Mária
- Páskándi Géza: Az ígéret ostroma, avagy félhold és telihold... Jurisichné
- Mikszáth Kálmán–Karinthy Ferenc–Benedek András: A Noszty fiú esete Tóth Marival... Noszty Vilma
- Páskándi Géza: Isten csalétkei - II. Rákóczi Ferenc... hercegnő
- Szabó Magda: Béla király... Mária királyné
- Koltai János: Albert Schweitzer... riporternő
- Nemeskürty István: Hantjával ez takar... Schönner Odilóné
- Száraz György: Hajnali szép csillag
- Szakonyi Károly: Ki van a képen?... Magda
- Bernard Slade: Romantikus komédia... Allison
- Arthur Miller: Édes fiaim... Sue Bayliss
- Móricz Zsigmond: Rokonok... Boronkayné Szentkálnay Magdaléna
- Szombathy Gyula: Kár lenne nélkülünk
- Gotthold Ephraim Lessing: Bölcs Náthán... Recha, a leánya
- Sík Sándor: István király... Gizella királyné

## Filmjei

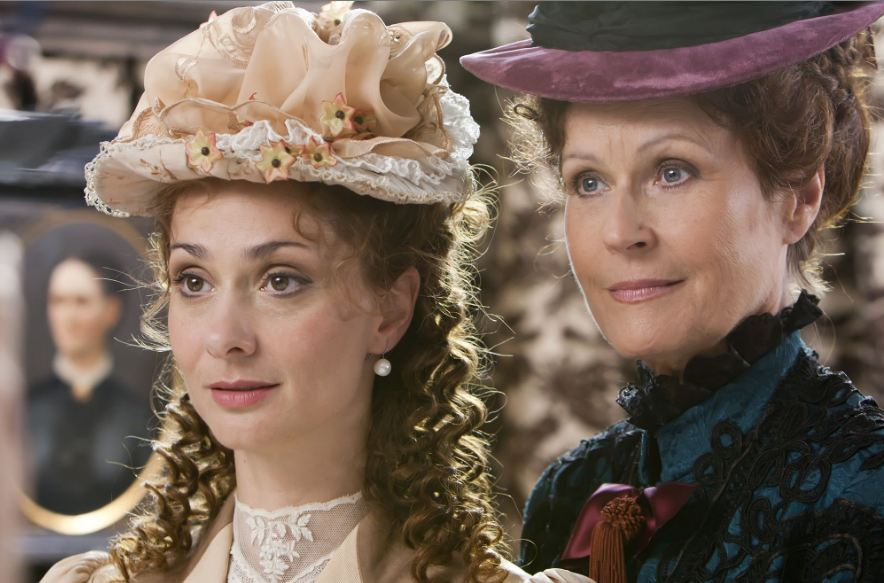
Auksz Évával a 2010-ben bemutatott A föld szeretője című filmben (jobbról)

### Játékfilmek
- Az alvilág professzora (1969) – Erzsike
- Gyula vitéz télen-nyáron (1970) – Vali, színésznő
- Fuss, hogy utolérjenek! (1972) – Éva, rendőr alhadnagy
- Ártatlan gyilkosok (1973) – Ildi
- Fekete gyémántok I–II. (1976) – Evila
- Csak semmi pánik (1982) – Kovács Ibi
- A föld szeretője (2010) – Olga

### Tévéfilmek
| - Szerelmes földrajz - Az első randevú - Ráktérítő (1969) – Melina - Házassági évforduló (1970) - Jelzőlámpa (1971) - A tetovált nő (1971) – Kriszta - Rózsa Sándor 1-12. (1971) – Anna - Öt férfi komoly szándékkal (1971) - Ármány és szerelem (1972) - Különös vadászat (1972) - Fortélyos asszonyok (1972) – Anikó - Pirx kalandjai 1-5. (1973) – Glória - Sólyom a sasfészekben (1973) – Sárossy Ildikó - Megtörtént bűnügyek (1974) Száraz Martini – Zsuzsa, Dr. Tamás mostohalánya - Marica grófnő – Ilka - A párkák (1975) – Tilda - A szabin nők elrablása (1977) – Irma, Bányai lánya | - Napforduló (1977) – Boér Anna - Nero, a véres költő (1977) – Poppea - A bunker (1978) – dr. Kern - A Zebegényiek (1978) – Zebegéni felesége - Feltételes vallomás (1978) – Professzorné - Tévedések vígjátéka (1979) - Gyilkosság házhoz szállítva (1980) – Cybill - Cid (1981) – Donna Urraca - A száztizenegyes (1982) - A néma levente (1983) – Zilia - Nem zárjuk kulcsra az ajtót (1985) – Anna - Míg új a szerelem (1986) – Ágnes - 33 névtelen levél (1986) – Zsóka - Nyolc évszak 1-8. (1987) – Ruhagyári raktáros - Volt egyszer egy úrlovas (1988) – Orsolya - Oszvald képmása (1988) – Margit - Halállista (1989) – Veronika - Szomszédok (1990, 1996–1998) – Dr. Ágai Erika / Vadász Edit |

## Szinkron
- Gyilkosság a hajón – Woman of straw (1964) – Gina Lollobrigida
- A rendőrség száma 110 sorozat a Búcsúdal Lindának című része – Beate Pfefferkorn (1987) – Regina Beyer

## Kötetei
- Fekete György–Sunyovszky Sylvia: A Szent Korona ezer arca; Kairosz, Bp., 2000
- Vonzáskör Sunyovszky Sylviával beszélget Dvorszky Hedvig; Kairosz, Bp., 2010 (Magyarnak lenni)
- Csak semmi titok; Holnap, Bp., 2013 + DVD

## Díjai, elismerései
- Jászai Mari-díj (1986)
- Rozsnyó díszpolgára (1998)
- Érdemes művész (2013)[5]
- A Magyar Érdemrend tisztikeresztje (2016)
- Kossuth-díj (2020)